# Jean Lods (écrivain)
Pour les articles homonymes, voir Jean Lods et Lods (homonymie).
Jean Lods est un écrivain français né le 5 avril 1938 à Montbéliard.
Il est l'auteur de plusieurs romans mettant en scène des décors et personnages de l'île de La Réunion, département d'outre-mer du sud-ouest de l'océan Indien où il a passé son enfance. Il a 3 fils, dont Manu Lods.

## Œuvre

### Récits
- Le Silence des autres, Paris : La Pensée universelle, 1973.
- La Part de l’eau, Paris : Gallimard, 1977. Prix Ève Delacroix 1977.
- La Morte saison, Paris : Gallimard, 1980. Sélectionné pour les prix Renaudot et Femina 1980.
- Le Bleu des vitraux, Paris : Gallimard, 1987. Prix Alain-Fournier 1987. Sélectionné pour le prix Renaudot 1987.
- Sven, Paris : Calmann-Lévy, 1991.
- « Clair de lune », in Chants pour une île qui n’existe pas, Saint-Denis, Éditions Udir, 1992, p. 85-95.
- Quelques jours à Lyon, Paris : Calmann-Lévy, 1994. Retenu dans la dernière sélection du prix Renaudot 1994.
- Mademoiselle, Vénissieux, Éditions Paroles d'Aube, en coédition avec Grand Océan, Saint-Denis, 1994.
- « L’Enfant loué », in Point d’orgue, Saint-Denis, Éditions K'A, roman publié en cinq épisodes, 2010-2012.
- Le Dernier Colonel, Paris : Phébus, 2016.

### Essais
- « Enfermement de l'écriture », décembre 1997.
- Avec Waltraud Verlaguet, Cinéma et théologie, regards croisés, Createspace, 2010.

### Conférences
- « L'Espoir transculturel : Écriture et déracinement », prononcée à Saint-Gilles les Bains, 7 juillet 1988, in Jean-François Reverzy, L'Espoir transculturel, cultures, exils et folie dans l'océan Indien, Paris, Éditions L'Harmattan, 1990.
- « L'Être et l'écrit », prononcée à Saint-Pierre, 10 décembre 1994.